# Jaubert Gaucelm
Jaubert Gaucelm, né à Perpignan en 1375 et mort dans cette même ville après 1434, est un peintre formé dans l'atelier du peintre gothique Pere Serra. 

## Biographie
Jaubert Gaucelm est le fils de Jean Gaucelm dont on ignore la profession. En juin 1398, il a plus de 18 ans et moins de 23 ans. Il conclut un marché de 60 livres et 10 sous avec Pierre Mallol et Pierre Clot, jardiniers et marguilliers de l'église Saint-Mathieu de Perpignan, dizainiers élus, pour la confection d'un tabernacle destiné à la chapelle des jardiniers de cette paroisse.
Il se marie en 1403.
En 1405, il est nommé chef de la guilde des peintres de Perpignan, d'autre part, nous savons qu'en 1408 il a son propre atelier à Perpignan.
En 1434, avec son confrère François Ferrer, il prononce une sentence arbitrale sur un différend entre le Révérend Frère Clariana, prieur du couvent des Augustins, et Arnau, peintre de Perpignan au sujet d'un retable peint pour ce couvent.
Il fait son testament en 1447, en laissant ses biens à l'hôpital de Perpignan.
Certains historiens d'art l'identifient comme le Maître de Roussillon qui a peint le retable de saint Jean-Baptiste d'Évol (Conflent), autour de 1428.

## Œuvres attribuées
- 1398 : Tabernacle pour l'église Saint-Mathieu de Perpignan,
- 1400 : retable de la Vierge avec douze épisodes de sa vie dans l'église de Rivesaltes,
- 1402 : Léonard Raolf, menuisier, Jaubert Gaucelm, peintre, et Pierre Pascal, sculpteur, font le retable du couvent de Sainte-Madeleine,
- 1422 : retable de l'église Saint-Pierre de Céret,
- 1426 : retable de l'église de Boule d'Amont.